# 盧阿普拉河

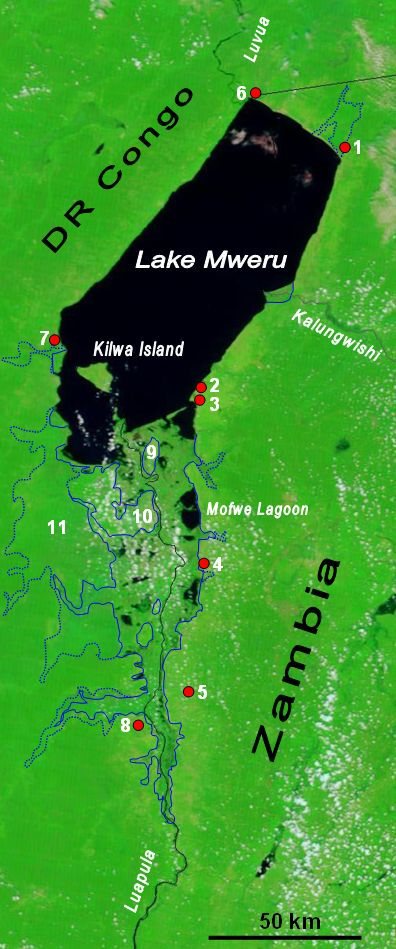
盧阿普拉河下游

盧阿普拉河（Luapula River）是非洲第二長河流剛果河的一部分，差不多整個河道是贊比亞和剛果民主共和國接壤的邊界，連接班韋烏盧湖和姆韋魯湖，盧阿普拉省以此河命名。